# Monestir de Cozia
El monestir de Cozia el va fer construir Mircea I de Valàquia prop de Călimănești el 1388 i hi ha també la seva tomba. És un dels monuments d'art i arquitectura medievals més importants de Romania.

## Història
El nom del monestir és d'origen cumà i significa "noguer", de la paraula turca koz, que vol dir noguera. El nom original del lloc era l'equivalent romanès, Nucetul. Tanmateix, ja el 1387, un document de Mircea cel Bătrân utilitza el nom actual.
El claustre fortificat data de la fundació (1388) i és l'únic d'estil romà d'Orient que es conserva a Romania. Disposa de dues capelles al costat cap al riu Olt i les seves cúpules romanes d'Orient es reflecteixen a l'aigua. És un dels punts de referència cultural i natural més emblemàtics de Romania.
L'aspecte de l'església el van modificar Neagoe Basarab (1517), i també Şerban Cantacuzino i Constantin Brâncoveanu (1707), que van afegir una galeria, una nova font, una capella i una torre de vigilància, afegint a la seva arquitectura l'"estil brâncovenesc".
Les decoracions de les facetes de les parets amb rosetes de pedra, fileres horitzontals de maó i pedra d'estil romà d'Orient i marcs verticals no tenen precedents en l'arquitectura valaca. La semblança amb l'església de Lazarica indica que Mircea I el vell va fer optar també per artesans serbis de l'Escola de Morava.
Cozia es va pintar entre 1390 i 1391. Alguns dels frescs originals (1390) encara estan ben conservats.

## Museu
Cozia disposa d'un museu d'exposició d'art antic: manuscrits i gravats antics, brodats i objectes de culte.

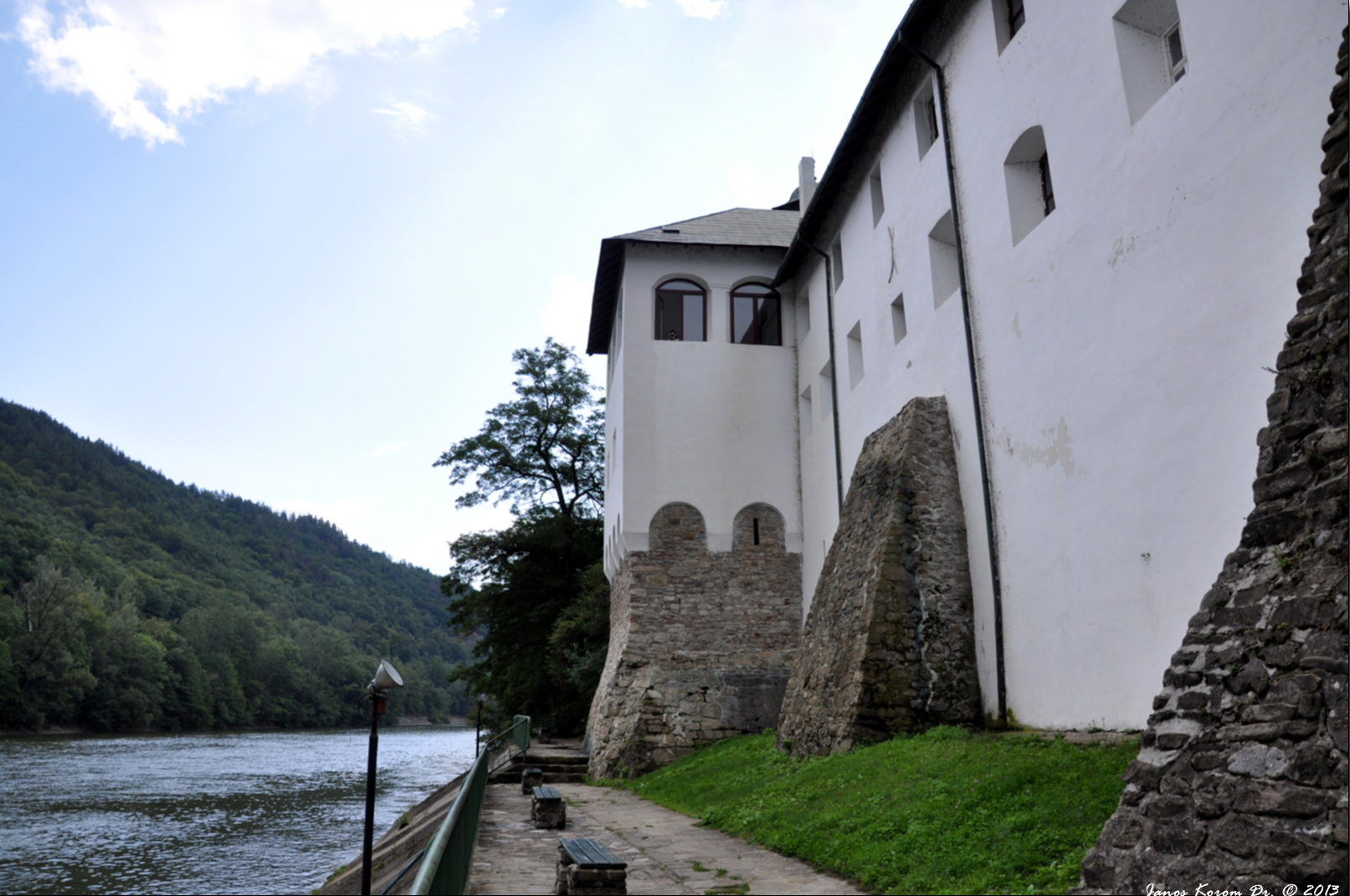
Muralles del monestir de Cozia a la vora del riu Olt

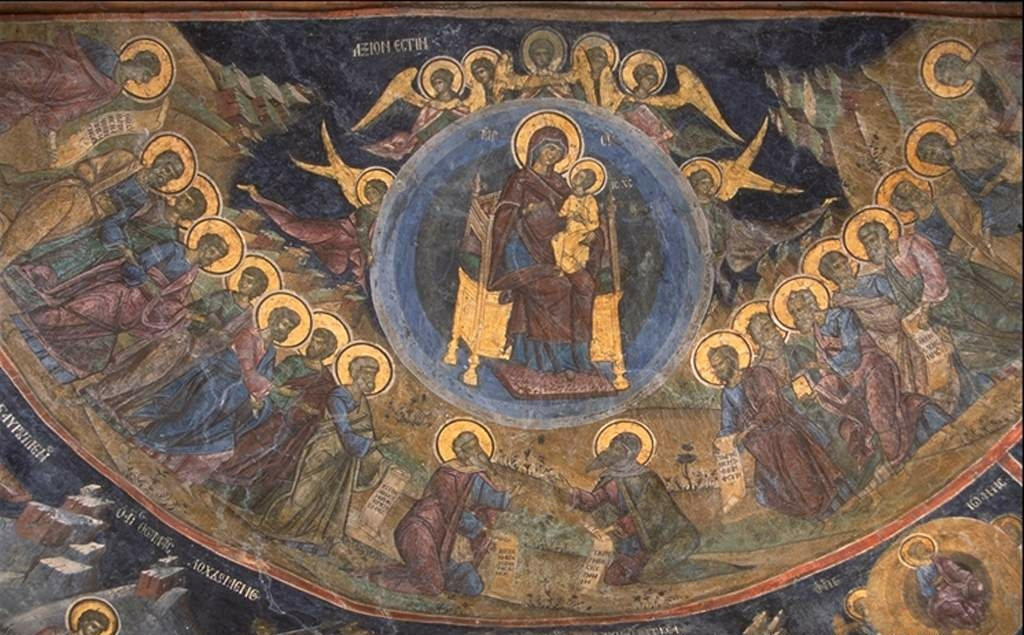
Pintura mural del monestir de Cozia

## Enterraments
- Mircea I de Valàquia